# 妙福寺 (町田市)

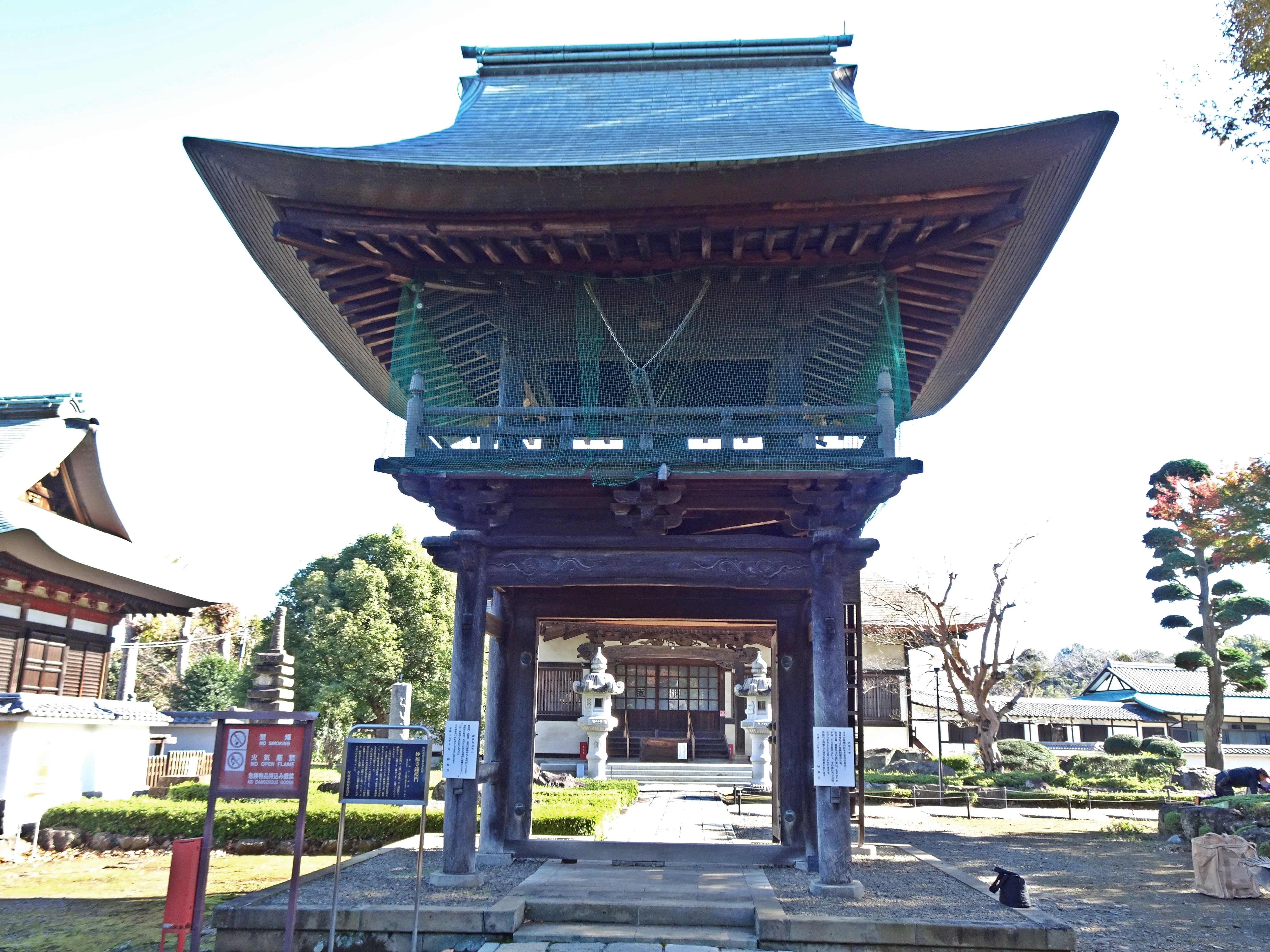
妙福寺山門

妙福寺（みょうふくじ）は、東京都町田市三輪町にある日蓮宗の寺院。日億によって1391年（明徳2年）に創建された。山号は長祐山。旧本山は比企谷妙本寺、池上中延法縁。東京都や町田市の指定有形文化財に指定された建造物が多数所在する。また背後の丘陵にある下三輪玉田谷戸横穴墓群も東京都指定史跡に指定されている。

## 伽藍
- 祖師堂 - 1672年（寛文12年）、池上本門寺の祖師堂（御堂）を移建した桃山様式の建築。間口3間、奥行3間半、四囲に5尺の廊を巡らせる。屋根は銅製で、前方を入母屋造、背面を寄棟造とする。1961年（昭和36年）に東京都の有形文化財に指定され、1969年（昭和44年）、現状に復元されたもの。
  - 祖師（日蓮）像 - 祖師堂内の1659年（万治2年）製作の厨子に3尺1寸の像を安置する（1672年（寛文12年）の祖師堂移築のおり、堂と共に安置された像が後に日法作と判明したため、池上本門寺像と1678年（延宝6年）10月に交換した）。
- 本堂 - 1659年（万治2年）に本堂が再建されたが、1791年（寛政3年）に再々建され、1828年（文政11年）に修理、1969年（昭和44年）に草屋根を現在の銅製に改めた。正面10間に奥行7間半、向拝2間に9尺の寄棟造である。幕末期における方丈形式の本堂の代表例として知られる。町田市指定有形文化財。
- 山門 - 鐘楼門で中央に両扉を具える。大工棟梁は岡上村惣助、細工頭領は相州津久井領四良兵衛。屋根は銅製。町田市指定有形文化財。
  - 梵鐘 - 鋳匠香取正彦の作。「長祐山妙福寺、南無妙法蓮華経、四十二世日慎代檀徒一同、昭和三十八年十一月七日」の文字を刻む。
- 総門 - 高麗門で寺伝によれば1854年（嘉永7年）頃の建立という。町田市指定有形文化財。
- 庫裡 - 白木の木造建築。1971年（昭和46年）12月に竣工した。

## 参考資料
- 日蓮宗寺院大鑑編集委員会『宗祖第七百遠忌記念出版 日蓮宗寺院大鑑』大本山池上本門寺 (1981年)
- 町田市史
- 「三輪村 妙福寺」『新編武蔵風土記稿』 巻ノ96多磨郡ノ8、内務省地理局、1884年6月。NDLJP:763989/56。